# Himle
Himle est un village en Halland, Suède. Le village a une population de 250. Le parc d'attractions Fun City se situe à 2 km du village.